# Isfahan

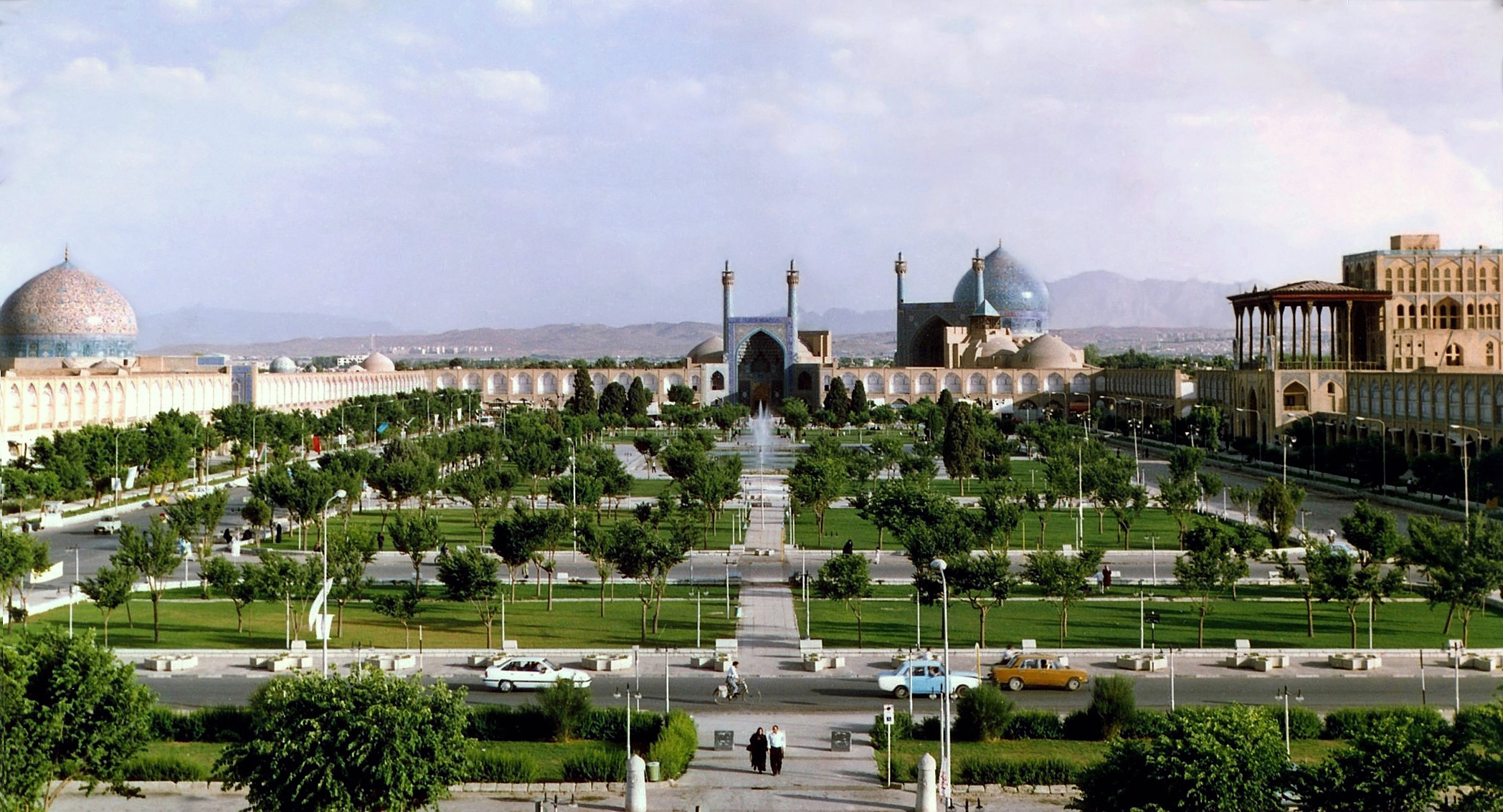
Isfahan, plac Imama

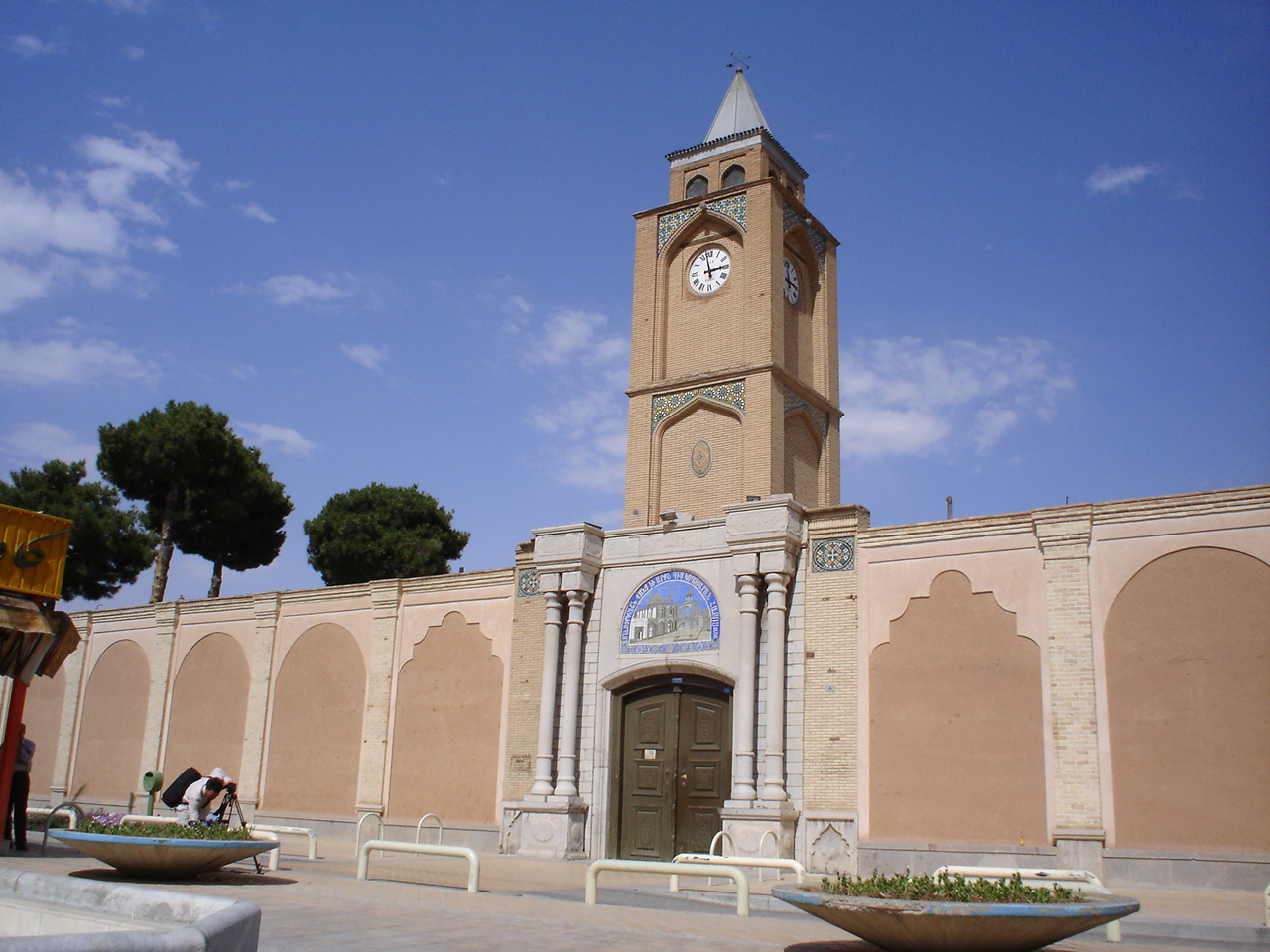
Katedra ormiańska w Isfahanie

Isfahan (pers. اصفهان, translit. Eşfahān, transkryp. Esfahan); historycznie także jako Ispahan, starop. Aspadāna, średniop. Spahān – trzecie co do wielkości miasto Iranu, położone ok. 340 km na południe od Teheranu. Stolica prowincji o tej samej nazwie. Populacja: ok. 2 mln.
Miasto leży w oazie na Wyżynie Irańskiej, u stóp łańcucha górskiego Zagros na wysokości 1590 m n.p.m. Isfahan położony jest na przecięciu szlaków północ-południe oraz wschód-zachód. Temperatury wahają się między 2 a 28 °C.

## Historia
Odkrycia archeologiczne świadczą, że Isfahan był osadą zamieszkaną już w okresie paleolitu. Miasto odgrywało istotną rolę w okresie państwa Medów, a także w późniejszych okresach imperium perskiego.
Po podboju arabskim miasto przestało odgrywać istotną rolę, aż do czasu rządów Abbasydów w ramach Kalifatu Bagdadu, kiedy odzyskało status stolicy regionu. W XIII w. i XIV w. miasto zostało splądrowane przez Mongołów. W początku XVII wieku osiedliło się tu dwóch pierwszych polskich misjonarzy, augustianów (wcześniej działali tu zakonnicy hiszpańscy i portugalscy). Wkrótce utworzono również biskupstwo. Od 1638 do XVIII wieku w mieście pracowało jedenastu polskich misjonarzy. W latach 40. XVII wieku cały kościół katolicki w ówczesnej stolicy Persji oddano pod opiekę polskiego króla, Władysława IV. Aktywni byli tu m.in. Tomasz Młodzianowski i Tadeusz Krusiński.
Czasy świetności nadeszły dla Isfahanu w XVI w., gdy szach Abbas I Wielki z dynastii Safawidów ustanowił w tym mieście stolicę imperium perskiego. W ówczesnych czasach było to jedno z największych miast świata, zamieszkane przez ponad milion osób. Funkcjonowały w nim: 163 meczety, 48 szkół religijnych, 1801 sklepów i 263 łaźnie publiczne.

## Zabytki
- Wielki Meczet (Masdżed-e Dżame) z VIII w., jeden z najstarszych meczetów w Iranie, wielokrotnie przebudowywany, zwłaszcza za panowania Seldżukidów, w XI/XII w., kiedy to dodano duże sale kopułowe po północnej i południowej stronie meczetu oraz cztery iwany wznoszące się z czterech stron dziedzińca.
- bazar rozciągający się na długości 2 km między Wielkim Meczetem a placem Imama.
- plac Imama o wymiarach 512 × 159 m, zbudowany w latach 1590–1595, po przeniesieniu stolicy państwa do Isfahanu przez Abbasa I Wielkiego. Początkowo miał służyć jedynie jako miejsce ceremonii królewskich i boisko do gry w polo, jednak już w 1602 otoczono go dwupoziomowymi arkadami handlowymi. Plac Imama i budowle przylegające do niego zostały wpisane na listę Światowego dziedzictwa UNESCO.
- meczet Szejcha Lotfollaha, wzniesiony po wschodniej stronie placu Imama w latach 1603–1619.
- meczet Imama, znajdujący się po południowej stronie placu Imama, zbudowany w latach 1611–1630. Meczet ten został wzniesiony na planie czterech iwanów – gdzie wokół centralnego dziedzińca wznoszą się cztery iwany wiodące do przykrytych kopułami sal – wyróżnia się wielkimi rozmiarami (100 × 130 m), wspaniałą mozaikową dekoracją głównego portalu oraz okładziną kopuły wznoszącej się nad salą modlitewną.
- Ali Kapu (Wysokie Wrota) – brama do zespołu pałacowo-ogrodowego, znajdująca się w zachodniej pierzei placu, wzniesiona za Abbasa I Wielkiego, a później wielokrotnie rozbudowywana. W budowli tej znajduje się podwyższona weranda, z której szach mógł oglądać wydarzenia odbywające się na placu.
- pałac Czterdziestu Kolumn (Czehel Sotun) – pałac ogrodowy wzniesiony w 1647, za panowania Abbasa II. Nazwa budowli nawiązuje do dwudziestu kolumn werandy odbijających się w wodzie. Ściany pałacu dekorowane są malowidłami z epoki Safawidów.
- Haszt Beheszt – pałac ogrodowy wzniesiony w 1669, za panowania Safiego II (Sulejmana I). Nazwa pałacu (Osiem Rajów) nawiązuje do jego rzutu poziomego, w którym osiem mniejszych pomieszczeń otacza centralną salę zwieńczoną kopułą (na tym samym planie zbudowane jest mauzoleum Tadź Mahal w Agrze).
- aleja Czahar Bagh (Poczwórny Ogród), niegdyś stanowiąca część zespołu pałacowo-ogrodowego z epoki Abbasa I Wielkiego.
- kompleks Madar-e Szah (Matka Szacha), zbudowany na początku XVIII w. przez Sultana Husajna. W skład kompleksu leżącego przy alei Czahar Bagh wchodzi: madrasa, bazar oraz karawanseraj. W tym ostatnim mieści się dziś ekskluzywny hotel Abbasi.
- mosty na rzece Zajande Rud: Most Trzydziestu Trzech Łuków (Si-o Se Pol) z 1602 oraz Pol-e Chadżu z 1650.
- ormiańska katedra Świętego Zbawiciela, znajdująca się na południowym brzegu Zajande Rud, w dzielnicy Nowa Dżulfa[3].
- Isfahan nosi tytuł miasta polskich dzieci. W czasie II wojny światowej znalazło się tu ok. 20 tys. polskich dzieci, które wraz z Armią Andersa opuściły ZSRR. Na cmentarzu ormiańskim znajduje się tzw. Polska Kwatera, gdzie znajdują się ich groby z okresu 1942–1945. Znajduje się tutaj także grób posła Rzeczypospolitej Obojga Narodów – Teodora Miranowicza z XVI wieku[4][5].

## Miasto dzisiaj
Dzisiaj Isfahan, poza bezcennymi zabytkami: bulwarami, mostami, pałacami i minaretami, znany jest z produkcji pięknych dywanów, tekstyli, stali i rękodzieła. Znajdują się tu eksperymentalne reaktory nuklearne oraz zakłady do produkcji paliwa atomowego i największa w regionie huta stali. Funkcjonuje międzynarodowy port lotniczy, a miasto kończy budowę pierwszej linii metra. W Isfahan znajduje się wojskowa baza lotnicza. W pobliżu znajduje się siedziba HESA, najbardziej zaawansowanych zakładów lotniczych w Iranie, gdzie produkuje się samoloty IR.AN-140. W mieście rozwinął się przemysł włókienniczy, bawełniany, wełniarski, odzieżowy, hutniczy, rafineryjny, cementowy, metalowy, elektrotechniczny, spożywczy oraz papierniczy.
Metropolia Isfahan obejmuje miasta: Nadżaf-abad, Khaneh Isfahan, Chomeini-szahr, Szahin-szahr, Zarrin-szahr i Fulad-e Mobarakeh.

## Isfahan w kulturze światowej
- Sława tego miasta skłoniła muzyka jazzowego Duke’a Ellingtona do napisania piosenki pod takim tytułem.
- Miasto jest areną wydarzeń opisanych w powieści Medicus Noaha Gordona.
- Istnieje typ dywanu perskiego o nazwie Isfahan.
- W 2008 Poczta Polska wyemitowała znaczek pocztowy „Isfahan – miasto dzieci polskich”, przedstawiający umundurowane małe polskie dziecko na tle perskiego dywanu z motywem polskiego godła[7].
- W mieście urodził się słynny irański reżyser Asghar Farhadi.

## Miasta partnerskie
Miasta partnerskie Isfahanu:
- Baalbek, Liban
- Dakar, Senegal
- Petersburg, Rosja (11.11.2004)
- Florencja, Włochy (13.09.1998)
- Fryburg Bryzgowijski, Niemcy (27.11.2000)
- Kuala Lumpur, Malezja (2.07.1997)
- Jassy, Rumunia (10.05.1999)
- Barcelona, Hiszpania (15.12.1999)
- Erywań, Armenia (28.05.2000)
- Kuwejt, Kuwejt (20.06.2000)
- Hawana, Kuba (9.03.2000)
- Lahaur, Pakistan (1.08.2004)
- Xi’an, Chiny (6.05.1989)